# Jewish Colonization Association
La Jewish Colonization Association (JCA, en ídish ICA) fue una asociación creada por el barón Moritz von Hirsch para facilitar la emigración masiva de judíos desde Rusia y otros países de Europa del Este hacia colonias agrícolas en tierras financiadas por la Asociación, particularmente en Argentina, Canadá y en Estados Unidos. Fue fundada el 11 de septiembre de 1891. Ese mismo año, el vapor Pampa alquilado por Hirsch llevó a Argentina 817 inmigrantes judíos desde Ucrania, Polonia, Lituania y Besarabia. En agosto de 1891, por directiva del Barón Hirsch, alrededor de 3.000 leguas cuadradas de tierras fueron adquiridas en diversas partes de la República Argentina, por valor de $ 1.300.000 (£ 260.000). En total, más de 17.000.000 hectáreas fueron adquiridas. Los colonos comenzaron a llegar en el verano de 1891, siendo que a finales de ese año su número el número de colonos ascendió a 2.850. Esta inmigración dio origen a las colonias de Carlos Casares y Entre Ríos. La organización fue clausurada en 1978 por falta de fondos.